# エア・ボルガ
エア・ボルガ（ロシア語:ООО «Авиакомпания»、英語:Air Volga）はロシアの航空会社。かつてはボルガ・アヴィアエクスプレス、ボルガ航空とも呼ばれていた。本社は当初はヴォルゴグラード国際空港においていたが、現在はモスクワのオメガ・プラザ・ビジネスセンターにおいている。もともとはアエロフロート・ロシア航空のヴォルゴグラード支部として創設されたもので、現在はヴォルゴグラード国際空港を中心にロシア主要都市や周辺諸国との定期便を運航している。

## 保有機材

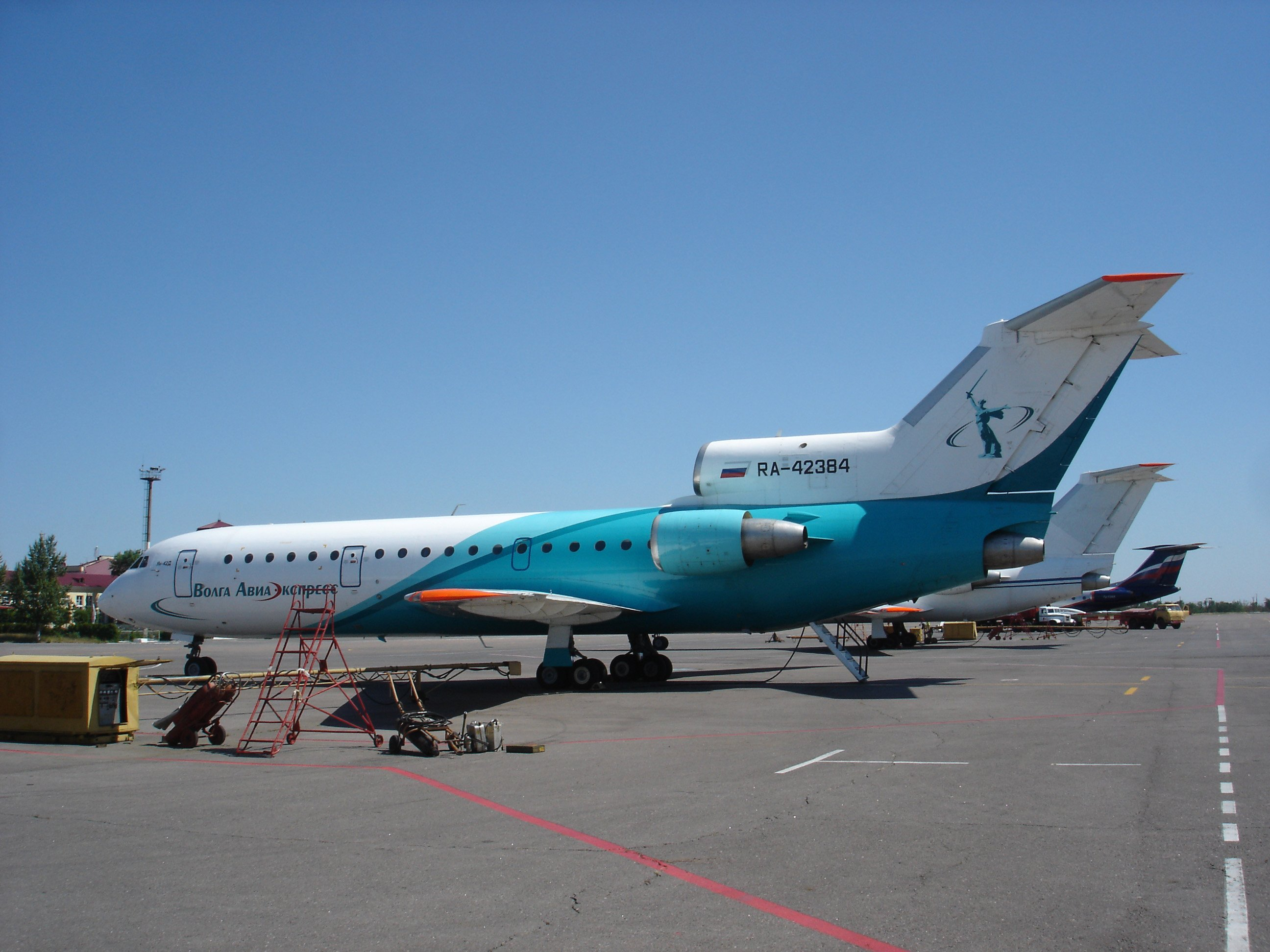
エア・ボルガのヤコヴレフYak-42型機

## 就航都市
- ヴォルゴグラード
- モスクワ
- サンクトペテルブルク
- ナリチク
- スルグト
- エレバン

## 事件・事故
- エア・ボルガ1303便ツポレフTu-134型機が2004年8月24日に、シベリア航空機とともにテロリストに爆破されるという事件が発生した。